# Navalhete
Navalhete é um instrumento de corte com uso e função similares aos de uma navalha de barbear, mas com a sensível diferença de usar uma lâmina descartável em vez de uma lâmina fixa, o que a torna de uso muito mais prático e seguro para barbeiros e cabeleireiros, devido às relevantes preocupações de higiene e saúde pública.  
O nome navalhete é uma marca registrada (ou registada) no Brasil de um fabricante de cutelaria, tal como sucedeu a marca criada por King Camp Gillette para denominar os barbeadores e máquinas de barbear com lâminas descartáveis.